# هانس غولتز
هانس غولتز (بالألمانية: Hans Goltz)‏ هو تاجر أعمال فنية ألماني، ولد في 1873 في البلنغ في بولندا، وتوفي في 1927 في بادن بادن في ألمانيا.